# Айнбекк
Айнбекк (нем. Einbeck) — город в Германии, в земле Нижняя Саксония.
Входит в состав района Нортхайм.
В 1368 году город Айнбекк стал членом торгового союза Ганзы. Значительные разрушения причинила городу Тридцатилетняя война (1618–1648), отчего пострадали не только жилые постройки, но и главное достояние Айнбекка – пивоварни. Население составляло 26 426 человек (на 31 декабря 2010 года). Занимает площадь 166 км². Официальный код — 03 1 55 004.

## Население
| Год  | Население |
| ---- | --------- |
| 1990 | 28 659    |
| 1995 | 29 375    |
| 2000 | 29 034    |
| 2005 | 27 997    |
| 2010 | 26 724    |

## Достопримечательности
- Рыночная площадь, где находятся: 
  - старая ратуша[нем.] с тремя башнями XVI века и декором в стиле везерского ренессанса
  - хлебный дом (Brodhaus) 1552 года
  - городская аптека конца XVI века, выполненная в технике фахверка
- Дом Айке[нем.] ― фахверковый дом начала XVII века с роскошной деревянной резьбой в стиле везерского ренессанса.

## Фотографии

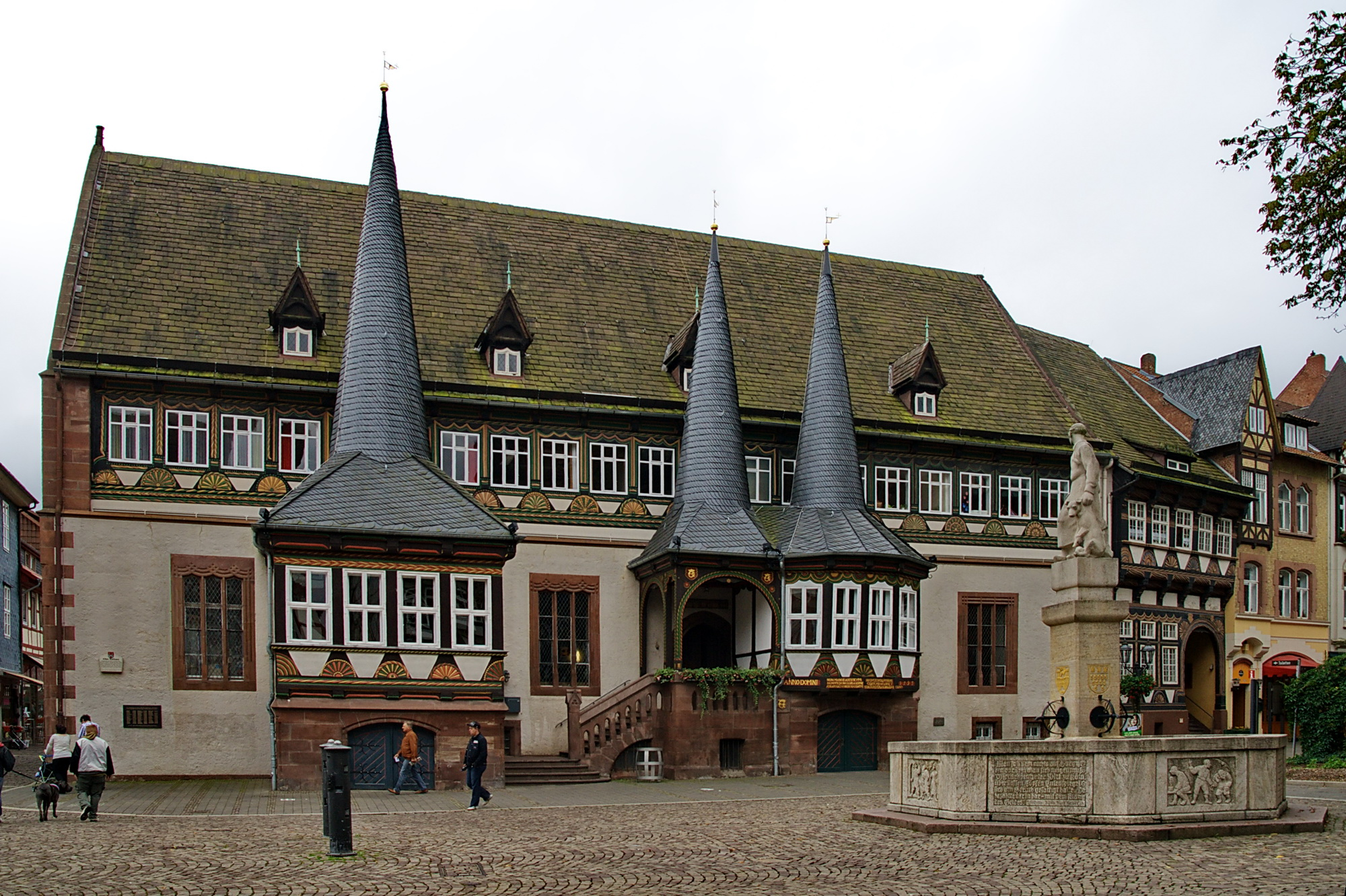
Старая ратуша (XVI в.)
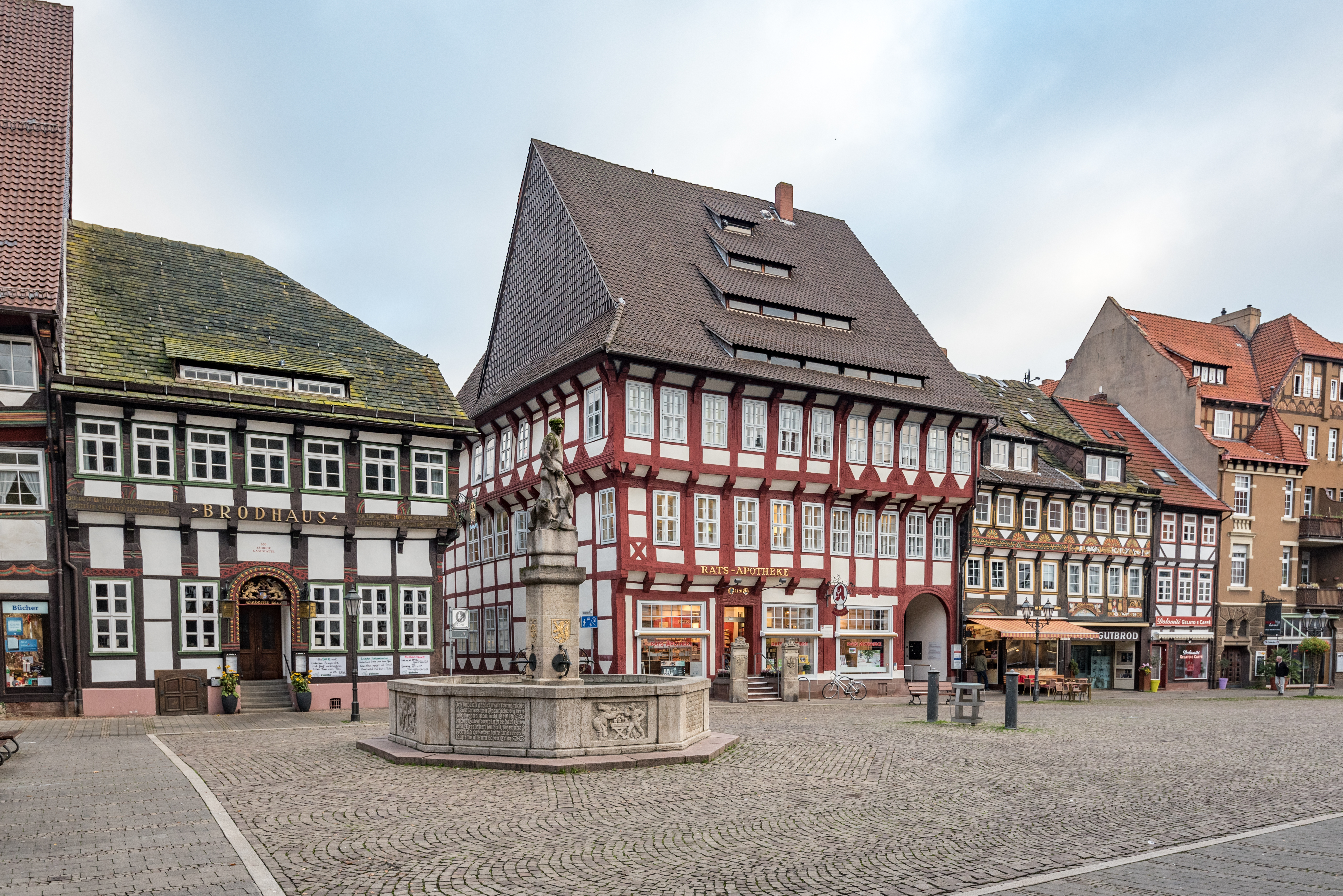
Рыночная площадь с аптекой и хлебным домом
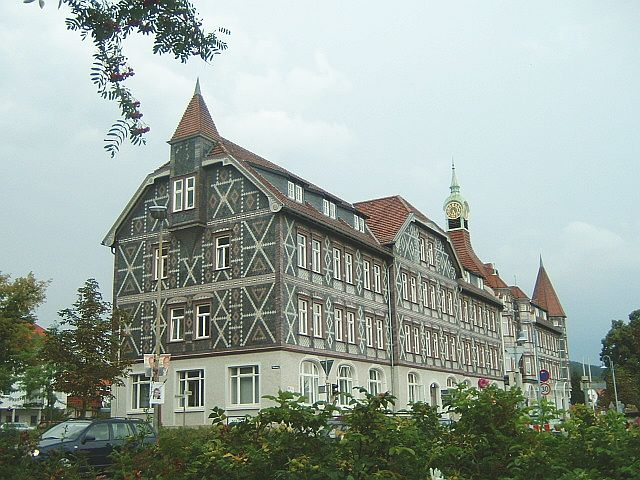
Новая ратуша (XIX в.)
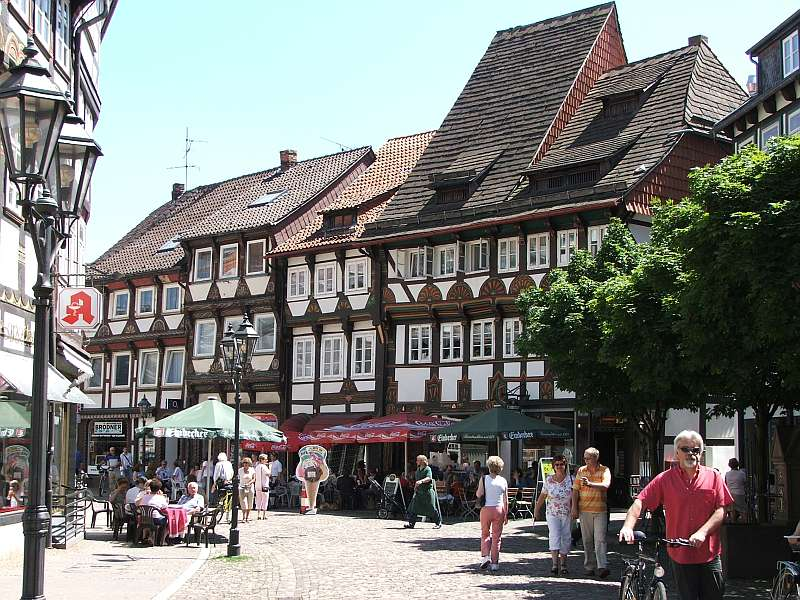
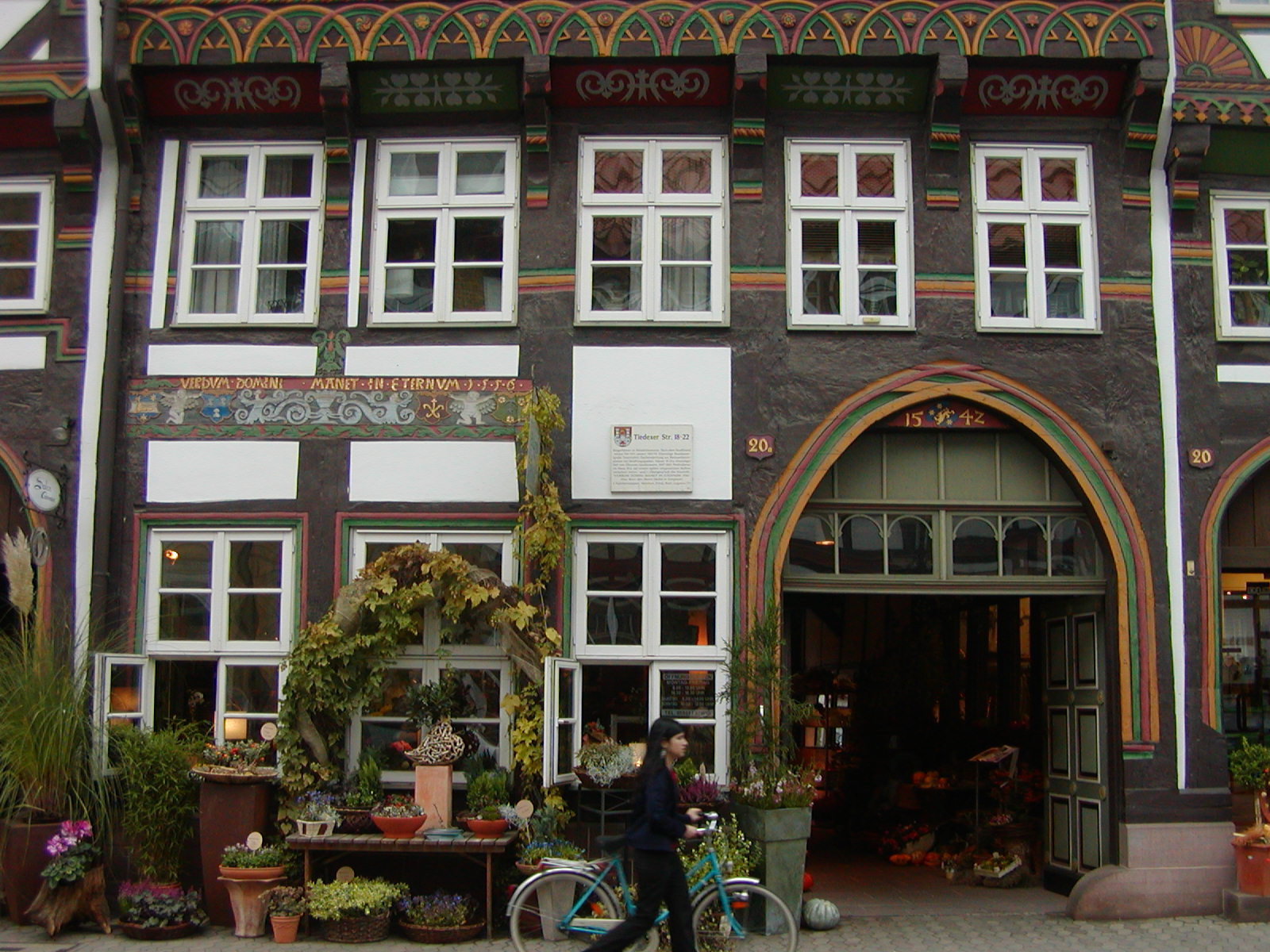
Фахверковый дом
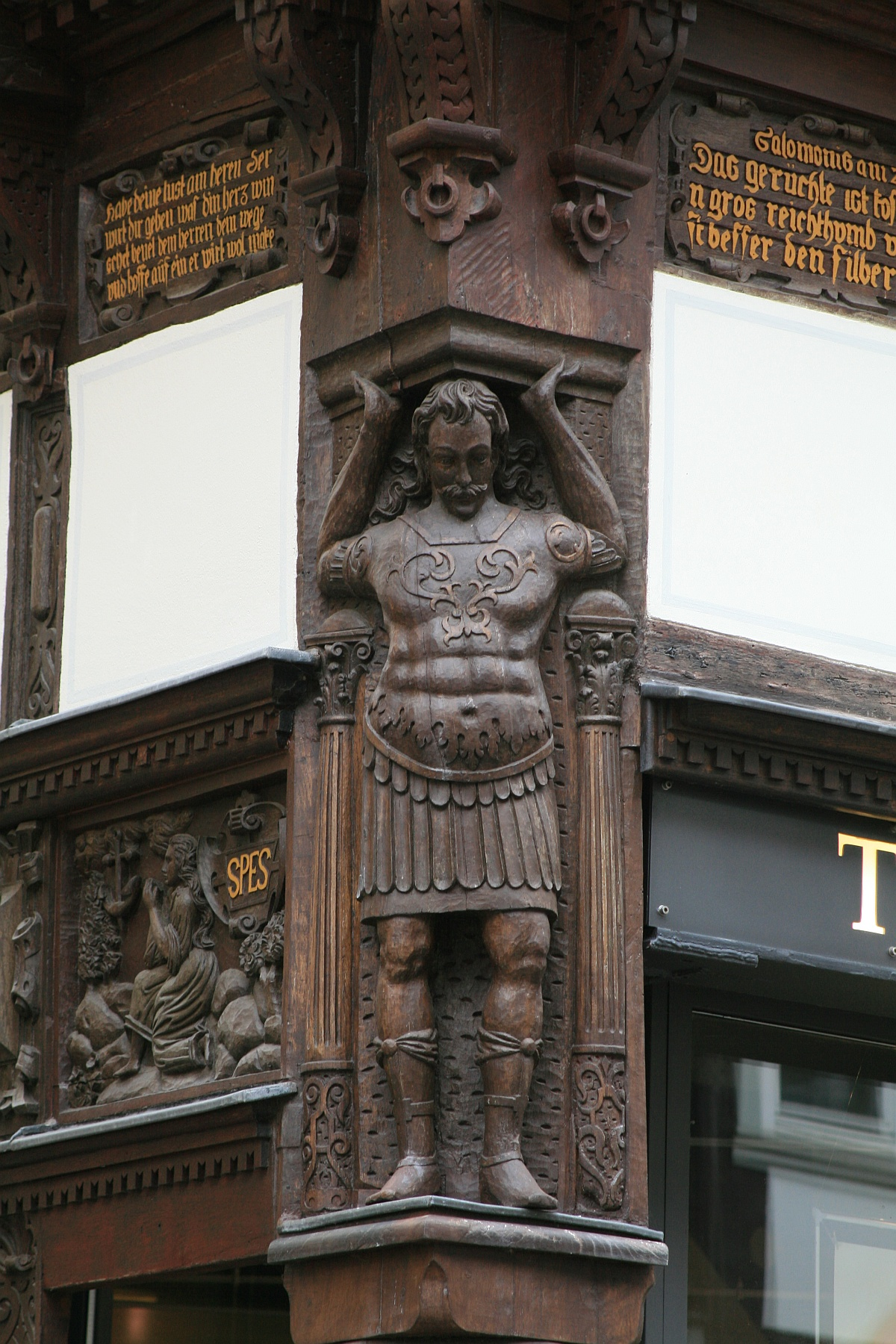
Фрагмент декора дома Айке
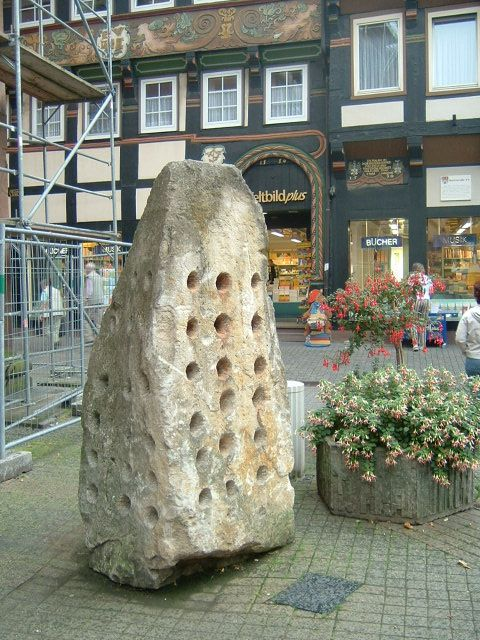